# Ходыко, Юрий Викторович
Юрий Викторович Ходыко (бел. Юрый Віктаравіч Хадыка; 23 июня 1938, Минск — 11 сентября 2016, Денвер, США) — советский и белорусский учёный, общественно-политический и культурный деятель. Доктор физико-математических наук (1976). Активист и заместитель председателя Белорусского народного фронта.

## Биография
Первые годы жизни вместе с семьей жил в Белостоке, где работал отец. В 1945 году пошел в мужскую Железнодорожную школу № 60 в Минск, которую окончил с золотой медалью. Поступал в МФТИ, набрал недостаточный для поступления балл, вернулся в Минск. В 1960 году окончил физический факультет БГУ.
Работал в институте физики АН СССР, младший, старший научный сотрудник, руководитель группы, заведующий лабораторией. В 1975 году возглавил секцию оптико-электронных средств разведки в комиссии АН СССР по разработке прогноза развития вооружений на 15 лет. С 1976 года доктор физико-математических наук, профессор, тема диссертации: «Оптические характеристики факелов баллистических ракет».
Осенью 1969 года организовал в АН БССР семинар по изучению древнебелорусского искусства, принимал участие в сборе материалов (экспедиции) и написании «Свода памятников истории и культуры Беларуси». В 1979 году открыл при АН БССР Музей древнебелорусской культуры.
С 1988 года заместитель председателя БНФ (был до декабря 2007). В 1996, после окончания массового Чернобыльского шляха, Юрий Хадыка вместе с Вячеславом Сивчиком 26 апреля был арестован и отправлен в тюрьму, его обвинили в организации массовых беспорядков. В знак протеста объявил голодовку. 21 мая был освобожден.
В 1997 году назначен проректором Народного университета — самой крупной программы Общественного научно-аналитического центра «Белорусская перспектива» и редактором бюллетеня Народного университета. С 1998 года член редакционного совета журнала «Открытое общество». Заместителем председателя наблюдательного совета Независимого института социально-экономических и политических исследований, хотя работу этого учреждения публично критикует. В 1996—2000 входил в наблюдательный совет Белорусского Хельсинкского комитета.
Юрий Хадыка — автор около 150 научных работ по физике, около 200 научно-технических отчетов, около 30 публикаций по истории белорусского искусства, 350 публицистических публикаций на политические темы. Один из активистов греко-католической (униатской) общины.
Последние годы жил у сына в штате Колорадо (США). Умер в Денвере. Прах похоронили на сороковой день после смерти, 20 октября 2016 года на Чижовском клаждбище в Минске рядом с женой.
В браке имел двух сыновей и трех внуков.